# Angus Glens
Angus Glens – pasmo w Grampianach Wschodnich, w Szkocji. Pasmo to graniczy z pasmem Lochnagar na północy i północnym zachodzie oraz z Cairnwells & Blairgowrie na południowym zachodzie. Najwyższym szczytem pasma jest Driesh, który osiąga wysokość 947 m.
Najważniejsze szczyty:
- Driesh (947 m),
- Mount Keen (939 m),
- Mayar (928 m),
- Ben Tirran (896 m).